# Burza cenných papírů Praha
Burza cenných papírů Praha a. s. (BCPP) je nejvýznamnější burza v České republice, provozuje hlavní trh s akciemi v zemi, sídlí v centru Prahy. Burzovní index pro BCPP má název PX.
BCPP se řídí zákonem o podnikání na kapitálovém trhu a burzovním řádem, který si sama stanovuje. Veškerou její činnost pak kontroluje Česká národní banka. Pravidla, pod kterými funguje, jsou harmonizována s EU.

## Historie

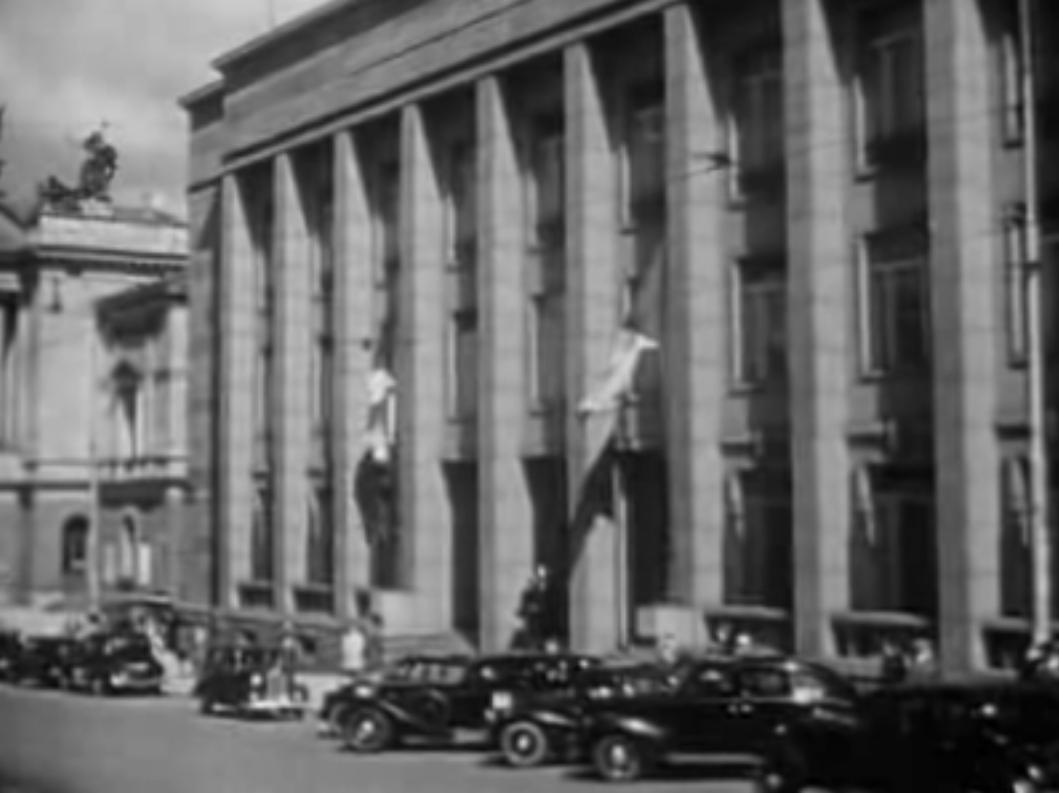
Původní budova Pražské burzy na Wilsonově ulici, dnes součást Nové budovy Národního muzea

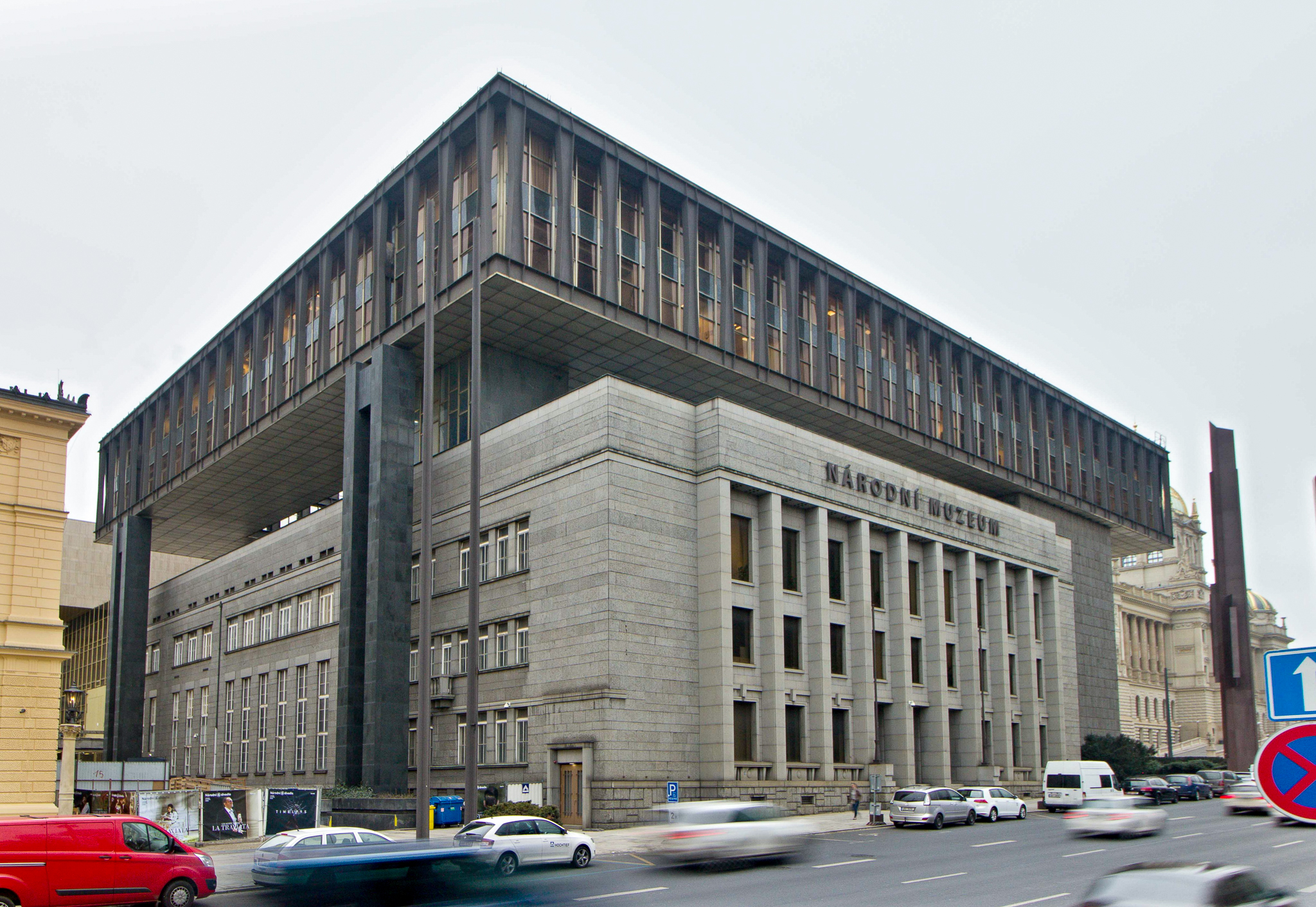
Nová budova Národního muzea jako organická nadstavba někdejší budovy Pražské burzy

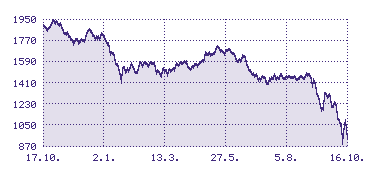
Vývoj indexu PX v letech 2007–2008. Aktuální k 16. říjnu 2008

První zmínky o burze v Praze spadají do roku 1855, kdy vznikla prozatímní burza. Pražská bursa pro zboží a cenné papíry byla založena 17. dubna 1871. V době Rakousko-Uherska zaznamenala velký úspěch při obchodování s cukrem, po první světové válce z ní obchod se zbožím téměř vymizel a nahradily ho již pouze cenné papíry. K jejímu zavření došlo před druhou světovou válkou, roku 1938.
Za dob komunistické vlády nebyla organizace typu burzy potřebná, současná BCPP tak mohla vzniknout až po sametové revoluci. Existuje od roku 1993 a sídlo má v Burzovním paláci, její vytvoření však bylo připravováno již od roku 1991.
Nejvíce zobchodovaných akcií měla burza roku 2007 a od té doby prudce objem poklesl. V prosinci 2008 se majoritním akcionářem Burzy cenných papírů Praha stala Wiener Börse AG a následně se BCPP stala součástí skupiny CEE Stock Exchange Group (CEESEG), jejíž členy jsou také další tři středoevropské burzy cenných papírů, a to Burza cenných papírů Vídeň (Wiener Börse), Burza cenných papírů Budapešť (Budapesti Értéktőzsde) a Burza cenných papírů Lublaň (Ljubljanska borza).
V roce 2018 vznikl trh START pro malé a střední podniky od velikosti 1 mil. EUR. Během prvního START dne 15. května 2018 na trh vstoupily firmy Prabos plus a Fillamentum, později své akcie upsaly také firmy UDI CEE a Primoco.

## Orgány BCPP
Nejvyšším orgánem burzy je valná hromada, která odvolává a volí členy burzovní komory a dozorčí rady, kontrolním orgánem je dozorčí rada. Činnost burzy řídí burzovní komora, je statutárním orgánem a jedná jménem burzy. Ta si může také zřídit tzv. burzovní výbory, které se zabývají konkrétními činnostmi a volí generálního ředitele.

## Dělení tržních prostorů
- hlavní trh – zde se obchoduje s nejkvalitnějšími papíry, o přijetí CP na trh rozhoduje výbor o kotaci za velmi přísných podmínek.
- volný trh – burza na tomto trhu neklade na emise a jejich emitenty vyšší nároky, než je určeno obecně platnými zákony týkajícími se kapitálového trhu.
- trh MTF – jde o neregulovaný trh, tzn. veškeré podmínky přijetí, přístupu a obchodování stanovuje pouze burza.
- trh START – trh pro malé a střední podniky od velikosti 1 mil. EUR do 80 mil. EUR.